# Sergio Amidei

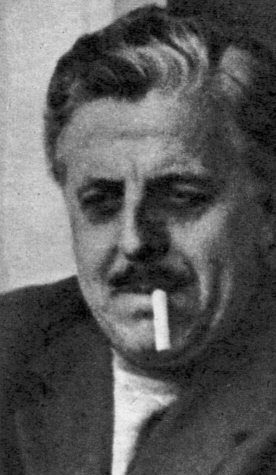
Sergio Amidei in 1955

Sergio Amidei (Triëst, 30 oktober 1904 – Rome, 14 april 1981) was een Italiaans scenarioschrijver.

## Leven en werk
Amidei werkte reeds als jongeman in de filmindustrie. Vanaf 1935 was hij werkzaam als scenarioschrijver. Na een vijfentwintig films, waaronder melodrama's, schreef hij in 1944 het scenario voor Roma, città aperta, Roberto Rossellini's sleutelfilm van het Italiaans neorealisme. Vervolgens schreef hij mee aan enkele andere neorealistische klassiekers als Sciuscià (Vittorio De Sica) en drie andere films van Rossellini. 
Na deze korte succesperiode tijdens de tweede helft van de jaren veertig schreef hij jarenlang minder belangrijke werken, met uitzondering van zijn bijdrages aan nog vijf films van Rossellini.
Hij sloot zijn loopbaan af met scenario's voor  belangwekkende cineasten als Ettore Scola (La più bella serata della mia vita uit 1972 en La Nuit de Varennes uit 1982), Mauro Bolognini, Marco Ferreri en Mario Monicelli.
Amidei overleed in 1981 op 76-jarige leeftijd.

## Filmografie (selectie)
- 1942 - Gelosia
- 1945 - Roma, città aperta
- 1945 - Harlem
- 1946 - Paisà
- 1946 - Sciuscià
- 1948 - Anni difficili
- 1948 - Sotto il sole di Roma
- 1948 - Deutschland im Jahre Null
- 1949 - Domenica d'agosto
- 1949 - Stromboli
- 1950 - Domenica d'agosto
- 1951 - Le ragazze di piazza di Spagna
- 1952 - La macchina ammazzacattivi
- 1953 - Destinées
- 1953 - Villa Borghese
- 1953 - Anni facili
- 1954 - La paura
- 1954 - Cronache di poveri amanti
- 1955 - Il bigamo
- 1955 - Le signorine dello 04
- 1955 - Racconti romani
- 1956 - Una pelliccia di visone
- 1956 - Il momento più bello
- 1959 - Il generale Della Rovere
- 1960 - Era notte a Roma
- 1961 - Viva l'Italia!
- 1962 - Gli anni ruggenti
- 1963 - Liolà
- 1965 - La fuga
- 1966 - Maigret à Pigalle
- 1971 - Detenuto in attesa di giudizio
- 1972 - La più bella serata della mia vita
- 1977 - Un borghese piccolo piccolo
- 1978 - Le Témoin
- 1981 - Storie di ordinaria follia
- 1982 - La Nuit de Varennes

## Prijzen en nominaties

### Prijzen

#### Premi David di Donatellovoor beste scenario
- 1982 - Storie di ordinaria follia
- 1983 - La Nuit de Varennes

#### Nastro d'argentovoor beste scenario
- 1954 - Anni facili
- 1977 - Un borghese piccolo piccolo

### Nominaties voor deOscar voor beste originele scenario
- 1947 - Roma, città aperta
- 1948 - Sciuscià
- 1950 - Paisà
- 1962 - Il generale Della Rovere